# Napeogenes aethra
Napeogenes aethra är en fjärilsart som beskrevs av William Chapman Hewitson 1868. Napeogenes aethra ingår i släktet Napeogenes och familjen praktfjärilar. Inga underarter finns listade i Catalogue of Life.